# .tl
.tl – domena internetowa przypisana dla stron internetowych z Timoru Wschodniego. Została utworzona 23 marca 2005. Zarządza nią Autoridade Nacional de Comunicações.